# Meuschenia galii
Meuschenia galii es una especie de peces de la familia Monacanthidae en el orden de los Tetraodontiformes.

## Morfología
Los machos pueden llegar alcanzar los 34 cm de longitud total.

## Hábitat
Es un pez de mar de clima subtropical y asociado a los  arrecifes de coral que vive hasta los 40 m de profundidad.

## Distribución geográfica
Se encuentra en Australia: desde el sur de Australia Occidental hasta  Victoria.

## Observaciones
Es inofensivo para los humanos.